# 伊藤圭祐 (競泳選手)
伊藤 圭祐（いとう けいすけ、1943年10月29日 - 2006年12月5日）は、日本の競泳選手。愛知県名古屋市出身。
1962年アジア競技大会の200m背泳ぎで金メダルを獲得した。
1964年の東京オリンピックに出場、準決勝で敗退している。
日本選手権水泳競技大会の100m背泳ぎで1965年に優勝している。
イトマンスイミングスクールの理事を務めた。
2006年12月5日、神奈川県川崎市多摩区の病院で多臓器不全のため63歳で亡くなった。